# 윤중호
윤중호(1956년 2월 5일~2004년 9월 3일)는 대한민국의 시인이다.

## 생애
1956년 충청북도 영동군 심천에서 태어나 숭전대 영문과를 졸업했다. 1984년 계간 《실천문학》을 통해 등단했으며, 이은봉 등과 ‘삶의 문학’동인으로 활동했다. 잡지사 기자, 출판 편집자 등의 일을 하면서 시와 동화를 썼다. 2004년 9월 갑작스런 췌장암으로 사망했다.

## 평가
김종철은 윤중호의 유고 시집 《고향 길》의 발문 〈우리가 모두 돌아가야 할 길〉에서 윤중호를 “사람을 아끼는 게 제일이라는 믿음에 투철했고, 무엇보다도 사회의 밑바닥 사람들과 함께 있는 것에서 행복을 느낀 철저한 ‘비근대인’이었다.”고 평했다. 또, 시집이 “한국 현대시 역사 전체를 놓고 볼 때도  드물게 뛰어난” 시적 성취를 보여주며, “크게 보면 백석의 <사슴>이나 신경림의 <농무>의 맥을 잇는 세계이면서도 어떤 점에서는 그 시집들보다도 한 걸음 더 나아간 진경을 보여주고” 있다고 호평했다.
송성영은 유고 시집 《고향 길》을 읽으면 사람들과 더불어 윤중호가 남긴 “소중하고 고마운, ‘따뜻한 죽 한 그릇’을 꾸역꾸역 퍼 마시는 느낌이 든다”고 했다.

## 저서

### 시집
- 《본동에 내리는 비》(문학과지성사, 1988)
- 《금강에서》(문학과지성사, 1993) ISBN 89-320-0664-4
- 《청산을 부른다》(실천문학사, 1998)
- 《고향 길》(문학과지성사, 2005) ISBN 9788932016238 : 시집의 맨 뒤에 유고시 〈가을〉이 육필 그대로 실려 있다. 때 이르게 자신을 방문한 사신을 향해 지상과의 이별을 위한 잠깐의 준비 시간을 요청하는 내용이다.[4] 원래 윤중호가 2004년 12월에 있었던 어머니의 칠순을 위해 준비했으나, 9월에 타계하는 바람에 빛을 보지 못했다. 그러던 것을 김용항(온누리출판사 대표) 등 몇몇 지인이 뜻을 모아 타계 1주기를 즈음해 출간한 유고 시집이다.[2]

### 산문집
- 《느리게 사는 사람들》(문학동네, 2000)

### 동화
- 《눈먼새 날개펴다》(푸른나무, 1990)
- 《지각대장 쌍코피 터진 날》(온누리, 2002)
- 《감꽃마을 아이들》(온누리, 2004)
- 《두레는 지각대장》(온누리, 2004)